# Judy Guinness
Heather Seymour "Judy" Guinness Penn-Hughes (ur. 14 sierpnia 1910 w Dublinie, zm. 24 października 1952 w Matabelelandzie Północnym) – brytyjska florecistka, srebrna medalistka olimpijska i dwukrotna medalistka mistrzostw świata.
Na igrzyskach olimpijskich w Los Angeles wywalczyła srebrny medal w zawodach indywidualnych. W rundzie finałowej wygrała osiem z dziewięciu pojedynków, uzyskując taki sam wynik jak Austriaczka Ellen Preis. W walce barażowej o złoto Preis pokonała Guinness 5:3. Brała też udział w igrzyskach olimpijskich w Berlinie w 1936 roku, gdzie dotarła do półfinałów.
Podczas mistrzostw świata w Budapeszcie w 1933 roku (zawody tego cyklu oficjalnie pod tą nazwą rozgrywane są dopiero od 1937) wspólnie z koleżankami z reprezentacji zdobyła srebrny medal w zawodach drużynowych. W tej samej konkurencji zdobyła następnie brązowy medal na mistrzostwach świata w Warszawie rok później.